# La Visite (Hooch)
Pour les articles homonymes, voir La Visite.
Joyeuse compagnie avec deux hommes et deux femmes, plus connue sous le nom de La Visite, est une peinture à l'huile sur panneau du peintre néerlandais Pieter de Hooch. Réalisée vers 1657, l'œuvre est un exemple de Joyeuse Compagnie, une forme populaire de scène de genre dans la peinture hollandaise de l'Âge d'or montrant un groupe de personnages, non censés être identifiés, appréciant la compagnie les uns des autres. Le tableau est conservé au Metropolitan Museum of Art, à New York.

## Description
La peinture a été documentée par l'historien de l'art néerlandais Hofstede de Groot en 1910, qui a écrit :

« 192. DEUX DAMES ET DEUX MESSIEURS DANS UN INTÉRIEUR. Smith. 34. Le groupe est réuni dans l'angle gauche d'une pièce, à côté d'une grande fenêtre dont la partie supérieure est fermée. Au coin gauche de la table se tient une fille, versant du vin ; elle porte une veste rouge garnie de fourrure blanche, une jupe bleue et un grand tablier blanc. Un jeune monsieur, vêtu d'un costume blanc, avec un large col et un chapeau mou, se tient derrière la table en regardant la jeune fille ; il s'appuie de la main droite sur un dossier de chaise et tient une pipe dans la gauche. À droite de la table est assis un gentilhomme en cape noire à longues boucles qui dissimule son profil ; il prend le bras d'une jeune fille, qui s'assied à côté de lui et le regarde d'un regard attentif et malicieux. Au premier plan à droite se trouve son chapeau mou. Au fond à droite se trouve un lit avec des rideaux ; au-dessus est suspendu un portrait d'homme, à gauche duquel se trouve une carte d'un port hollandais avec une inscription. La lumière tombe de la gauche. C'est une bonne image, puissante et lumineuse dans le rendu de la lumière et des couleurs. Burger le considérait comme un Vermeer. »

— Gazette des beaux-arts de 1866, p. 551, no 14. Panneau, 27 pouces par 22 1/2 pouces.Dans la collection du Baron Delessert, 1833.
Ventes
- François Delessert, Paris, 15 mai 1869, no 36 (150 000 francs).

- B. Narischkine, Paris, 5 avril 1883 (160 000 francs).

- Eugène Secrétan, Paris, 1er juillet 1889 (270 000 francs).

- Ensuite en possession de Paul Durand-Ruel de Paris.

- Legs en 1929 de la collection Havemeyer au MET à New York[1].